# ATP de Houston
O Fayez Saforim & Co. U.S. Men's Clay Court Championship ou ATP de Houston é um evento tenistico em quadras de saibro, sediado no complexo River Oaks Country Club, Houston, Estados Unidos.

## Finais

### Simples
| Ano                                                                | Campeão            | Vice-campeão            | Resultado      |
| ------------------------------------------------------------------ | ------------------ | ----------------------- | -------------- |
| 2024                                                               | Ben Shelton        | Frances Tiafoe          | 7–5, 4–6, 6–3  |
| 2023                                                               | Frances Tiafoe     | Tomás Martín Etcheverry | 7–61, 7–66     |
| 2022                                                               | Reilly Opelka      | John Isner              | 6–3, 7–67      |
| Torneio não realizado em 2021 e 2020 devido à pandemia de COVID-19 |                    |                         |                |
| 2019                                                               | Christian Garín    | Casper Ruud             | 7–64, 4–6, 6–3 |
| 2018                                                               | Steve Johnson      | Tennys Sandgren         | 7–62, 2–6, 6–4 |
| 2017                                                               | Steve Johnson      | Thomaz Bellucci         | 6–4, 4–6, 7–65 |
| 2016                                                               | Juan Mónaco        | Jack Sock               | 3–6, 6–3, 7–5  |
| 2015                                                               | Jack Sock          | Sam Querrey             | 7–69, 7–62     |
| 2014                                                               | Fernando Verdasco  | Nicolás Almagro         | 6–3, 7–64      |
| 2013                                                               | John Isner         | Nicolás Almagro         | 6–3, 7–5       |
| 2012                                                               | Juan Mónaco        | John Isner              | 6–2, 3–6, 6–3  |
| 2011                                                               | Ryan Sweeting      | Kei Nishikori           | 6–4, 7–63      |
| 2010                                                               | Juan Ignacio Chela | Sam Querrey             | 5–7, 6–4, 6–3  |
| 2009                                                               | Lleyton Hewitt     | Wayne Odesnik           | 6–2, 7–5       |
| 2008                                                               | Marcel Granollers  | James Blake             | 6–4, 1–6, 7–5  |
| 2007                                                               | Ivo Karlović       | Mariano Zabaleta        | 6–4, 6–1       |
| 2006                                                               | Mardy Fish         | Jürgen Melzer           | 3–6, 6–4, 6–3  |
| 2005                                                               | Andy Roddick       | Sébastien Grosjean      | 6–2, 6–2       |
| 2004                                                               | Tommy Haas         | Andy Roddick            | 6–3, 6–4       |
| 2003                                                               | Andre Agassi       | Andy Roddick            | 3–6, 6–3, 6–4  |
| 2002                                                               | Andy Roddick       | Pete Sampras            | 7–69, 6–3      |
| 2001                                                               | Andy Roddick       | Hyung-Taik Lee          | 7–5, 6–3       |

### Duplas
| Ano                                                                | Campeões                               | Vice-campeões                            | Resultado          |
| ------------------------------------------------------------------ | -------------------------------------- | ---------------------------------------- | ------------------ |
| 2024                                                               | Max Purcell Jordan Thompson            | William Blumberg John Peers              | 7–5, 6–1           |
| 2023                                                               | Max Purcell Jordan Thompson            | Julian Cash Henry Patten                 | 4–6, 6–4, [10–5]   |
| 2022                                                               | Matthew Ebden Max Purcell              | Ivan Sabanov Matej Sabanov               | 6–3, 6–3           |
| Torneio não realizado em 2021 e 2020 devido à pandemia de COVID-19 |                                        |                                          |                    |
| 2019                                                               | Santiago González Aisam-ul-Haq Qureshi | Ken Skupski Neal Skupski                 | 3–6, 6–4, [10–6]   |
| 2018                                                               | Max Mirnyi Philipp Oswald              | Andre Begemann Antonio Šančić            | 26–7, 6–4, [11–9]  |
| 2017                                                               | Julio Peralta Horacio Zeballos         | Dustin Brown Frances Tiafoe              | 4–6, 7–5, [10–6]   |
| 2016                                                               | Bob Bryan Mike Bryan                   | Víctor Estrella Burgos Santiago González | 4–6, 6–3, [10–8]   |
| 2015                                                               | Ričardas Berankis Teymuraz Gabashvili  | Treat Huey Scott Lipsky                  | 6–4, 6–4           |
| 2014                                                               | Bob Bryan Mike Bryan                   | David Marrero Fernando Verdasco          | 4–6, 6–4, [11–9]   |
| 2013                                                               | Jamie Murray John Peers                | Bob Bryan Mike Bryan                     | 1–6, 7–63, [12–10] |
| 2012                                                               | James Blake Sam Querrey                | Treat Conrad Huey Dominic Inglot         | 7–614, 6–4         |
| 2011                                                               | Bob Bryan Mike Bryan                   | John Isner Sam Querrey                   | 6–7, 6–2, [10–5]   |
| 2010                                                               | Bob Bryan Mike Bryan                   | Stephen Huss Wesley Moodie               | 6–3, 7–5           |
| 2009                                                               | Bob Bryan Mike Bryan                   | Jesse Levine Ryan Sweeting               | 6–1, 6–2           |
| 2008                                                               | Ernests Gulbis Rainer Schüttler        | Pablo Cuevas Marcel Granollers           | 7–5, 7–63          |
| 2007                                                               | Bob Bryan Mike Bryan                   | Mark Knowles Daniel Nestor               | 7–63, 6–4          |
| 2006                                                               | Michael Kohlmann Alexander Waske       | Julian Knowle Jürgen Melzer              | 5–7, 6–4, 10–5     |
| 2005                                                               | Mark Knowles Daniel Nestor             | Martín García Luis Horna                 | 6–3, 6–4           |
| 2004                                                               | Richey Reneberg Christo van Rensburg   | Brian MacPhie David Witt                 | 2–6, 6–3, 6–2      |
| 2003                                                               | Mark Knowles Daniel Nestor             | Jan-Michael Gambill Graydon Oliver       | 6–4, 6–3           |
| 2002                                                               | Mardy Fish Andy Roddick                | Jan-Michael Gambill Graydon Oliver       | 6–4, 6–4           |
| 2001                                                               | Mahesh Bhupathi Leander Paes           | Kevin Kim Jim Thomas                     | 7–64 6–2           |